# Il faraone nero
Il faraone nero (Le Pharaon noir) è un romanzo scritto da Christian Jacq nel 1997, e appartiene alla collana I miti a partire dal 2000. In Francia ha avuto una ripubblicazione il 16 aprile 2015.

## Trama
Sono passati circa cinque secoli dal glorioso regno di Ramses II, ma ora l'Egitto è diviso ancora una volta, il suo impero caduto e il reame travagliato dalle guerre civili, dall'ingiustizia e dall'anarchia. Piankhi, il Faraone Nero, governa i territori al sud, in Nubia, con saggezza e giustizia, molti come lui, sognano che gli dei debbano ancora una volta favorire un Egitto riunito, il regno dei Faraoni restaurato. Il prezzo da pagare, però, è alto: chiunque desideri riunificare il paese dovrà affrontare non pochi pericoli, e non sempre Piankhi riuscirà a superarli con la diplomazia; nonostante egli detesti spargere sangue, è purtroppo questo il prezzo da pagare per riscattare l'onore all'Egitto.

## Personaggi
- Piankhy

## Edizioni
- Christian Jacq, Il faraone nero, traduzione di Francesco Saba Sardi, Mantova, Mondadori, 9 marzo 1999,  p. 359, ISBN 978-8804453833.

- Christian Jacq, Il faraone nero, traduzione di Francesco Saba Sardi, I Miti, Mantova, Mondadori, 1º ottobre 2000, ISBN 9788804478676.